# تد تتزلف
تد تتزلف (انگلیسی: Ted Tetzlaff؛ ۳ ژوئن ۱۹۰۳ – ۷ ژانویهٔ ۱۹۹۵) یک کارگردان، مدیر فیلم‌برداری و تهیه‌کننده اهل ایالات متحده آمریکا بود.تد تتزلف کارگردان فیلم[پنجره] بود که در زمان اکران خود،فروشی بالغ بر ۲۱۰هزار دلار را تجربه کرد.

## گزیدهٔ آثار

### کارگردان
- پسر سندباد (۱۹۵۵)
- پنجره (۱۹۴۹)
- اراذل و اوباش (۱۹۴۷)

### مدیر فیلم‌برداری
- بدنام (۱۹۴۶)
- یک عاشقانه سلطنتی (۱۹۳۰)